# Paul Andrew Dever
Paul Andrew Dever, född 15 januari 1903 i Boston, död 11 april 1958 i Boston, var en amerikansk demokratisk politiker. Han var guvernör i delstaten Massachusetts 1949–1953.
Dever gick i skola i Boston Latin School och avlade 1926 juristexamen vid Boston University. Därefter inledde han sin karriär som advokat i Boston. Som delstatens justitieminister tjänstgjorde Dever 1935–1941. Han deltog i andra världskriget i USA:s flotta.
Dever efterträdde 1949 Robert F. Bradford som guvernör och efterträddes 1953 av Christian Herter. Devers namn fördes fram på demokraternas konvent inför presidentvalet i USA 1952. Röstetalet för Dever var 37,5 i första omröstningen, 30,5 i andra och 0,5 i tredje där Adlai Stevenson nominerades som partiets kandidat med 617,5 röster. Dever avled 1958 och gravsattes på St. Joseph's Cemetery i Boston.